# 19a Brigada Mixta (Exèrcit Popular de la República)
La 19a Brigada Mixta va ser una unitat de l'Exèrcit Popular de la República creada durant la Guerra Civil Espanyola.

## Historial
La unitat va ser creada el desembre de 1936, a Villena, a partir de reclutes de reemplaçament. El comandament va ser assumit pel comandant d'infanteria Manuel Márquez Sánchez de Movellán. A mitjan gener de 1937 la 17a BM es va traslladar al sector d'Arganda, integrada en l'agrupació que manava Arturo Mena. La brigada va prendre part en la batalla del Jarama defensant la fàbrica química de La Marañosa, sense èxit. Posteriorment va llançar diversos contraatacs contra els turons de Coberteras i contra «el Espolón» de Vaciamadrid; no va arribar a ocupar totes dues posicions, encara que sí que va aconseguir detenir l'ofensiva adversària.
El juliol del 1937 va intervenir en la batalla de Brunete, encara que la seva participació va ser irrellevant. Per a llavors es trobava integrada en la 24a Divisió del II Cos d'Exèrcit. Durant els següents mesos no va tenir cap actuació destacada. El 26 de març de 1938, davant la ofensiva franquista en el Front d'Aragó, la 19a BM va ser traslladada al costat d'aquest zona per a intentar reforçar a les afeblides forces republicanes. Va quedar incorporada a l'anomenada «Divisió I», al nord del riu Ebre. No obstant això, abans les envestides enemigues va haver de retirar-se més enllà de la localitat d'Artesa de Segre. El 22 de maig va sostenir durs combats contra les forces franquistes a Peñas de Aolo, que van canviar dues vegades de mà; el cap de la 19a BM, Castro Rodríguez, seria condecorat amb la Medalla al Valor.
El desembre de 1938, amb el començament de l'ofensiva de Catalunya, la brigada es trobava cobrint la riba esquerra del riu Ebre des de la localitat de Garcia fins al mar Mediterrani. L'esfondrament del front central republicà va deixar a la 19a BM en una posició molt compromesa, havent de retirar-se. Aconseguiria aconseguir Barcelona, on va quedar agregada al XV Cos d'Exèrcit, però per al 31 de gener de 1939 la unitat ja havia deixat d'existir com a força de combat efectiva.

## Comandaments
Comandants
- Comandant d'infanteria Manuel Márquez Sánchez de Movellán;
- Comandant d'infanteria Enrique García Moreno;
- Comandant d'infanteria Miguel González Pérez-Caballero;
- Major de milícies Manuel Castro Rodríguez;

Comissaris
- Manuel Fernández Viejo, del PCE;[2]